# Federação Paranaense de Automobilismo
A Federação Paranaense de Automobilismo (FPrA) é a entidade máxima que organiza e regulamenta o esporte motor no estado do Paraná, sediada em Curitiba. Organiza, regularmente, torneios de kart, arrancada, cross, rally, entre outras.

## História
A federação foi fundada em 29 de agosto de 1961. Duas semanas depois de sua fundação, ajudou a criar, em 7 de setembro de 1961, a Confederação Brasileira de Automobilismo, juntamente com a Federação Gaúcha de Automobilismo, Automóvel Clube de Blumenau, Federação de Automobilismo de São Paulo, Federação Carioca, Federação Mineira e o Automóvel Clube de Brasília.
A FPrA é a criadora de campeonatos que mais tarde tornaram-se destaques nacionais, como: Fórmula Truck (criada como "I Copa Brasil de Caminhões" na cidade de Cascavel), Pick-Up Racing, Copa Brasil e o Sul-brasileiro de Kart, além do "Arrancadão".

## Circuitos
- Autódromo Internacional Ayrton Senna (Londrina)
- Autódromo Internacional de Cascavel
- Autódromo Internacional de Curitiba